# Essen Hauptbahnhof
Essen Hauptbahnhof is een spoorwegstation in de Duitse plaats Essen. Het hoofdstation van Essen telt ongeveer 170.000 reizigers per dag. Het station is ingedeeld in stationscategorie 1 van Deutsche Bahn.
in Essen Hbf stoppen onder meer EC, IC en ICE treinen, zowel internationaal als binnenlandse treinen.

## Geschiedenis

### Ontstaan
Op 1 maart 1862 werd een deel van de spoorlijn Witten/Dortmund - Oberhausen/Duisburg van de Bergisch-Märkische Eisenbahn-Gesellschaft in gebruik genomen. Daarbij werd ook het station Essen BM geopend, de voorloper van het huidige centraal station. Het was niet het eerste station van de stad, al in 1846 werd het station Berge-Borbeck geopend (sinds 1914 Essen Bergeborbeck). In 1847 opende ook het, voor die tijd, belangrijke station Essen CM (CM stond voor Cöln-Mindener Eisenbahngesellschaft), tegenwoordig is dit het station Altenessen. 

### Eerste ontvangstgebouw
Het eerste stationsgebouw van het station Essen BM ter hoogte van de huidige Hachestraße, een gedeeltelijk vakwerkgebouw uit 1862, was niet groot genoeg voor de snel groeiende stad Essen tijdens de industrialisatieperiode aan het einde van de 19e eeuw en werd in 1897 gesloten. De provisorische toevoeging van lange houten hallen aan het stationsdak en de oprichting van kleine bijgebouwen brachten geen wezenlijke verbetering voor het toenemende personenvervoer.
Het stationswerk van Essen werd ook in 1897 geopend en is daarmee een van de oudste in Duitsland.
De sporen kruisten de Kettwiger Straße nog steeds via een slagboom. Op 15 juni 1899 werd de verhoogde, gelijkvloerse spoorbovenbouw in gebruik genomen, waardoor de Kettwiger Straße zonder overweg onderdoor kon lopen.

### Tweede ontvangstgebouw
Het houten stationsgebouw werd vervangen door een prestigieus ontvangstgebouw gebaseerd op plannen van architect Fritz Klingholz en gedeeltelijke ontwerpen van andere architecten en gebouwd onder leiding van de Pruisische bouwambtenaar Alexander Rüdell. Tussen 1897 en 1905 werd het station Essen BM omgedoopt tot de huidige naam Essen Hauptbahnhof, terwijl de Bergisch-Märkische Eisenbahn-Gesellschaft al in 1886 was opgeheven en genationaliseerd.

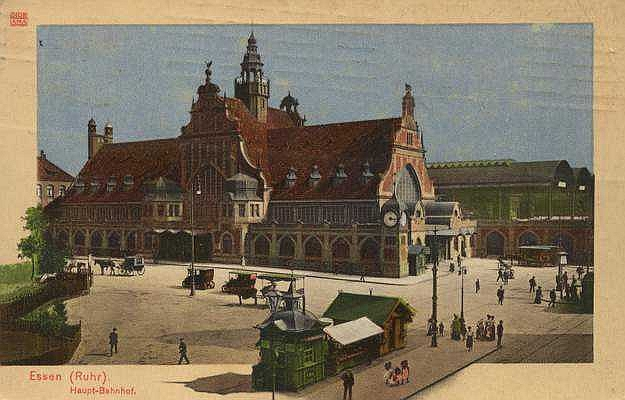
Ontvangstgebouw op ansichtkaart uit 1910

Afgezien van de omringende muren bestond het nieuwe stationsgebouw voornamelijk uit een ijzeren constructie, die binnen aan de plafonds en muren zichtbaar was. De reden voor deze bouwwijze was de angst voor mijnschade van de kolenmijnen in Essen, die bij een puur massieve constructie snel onherstelbare proporties had kunnen aannemen. Alleen de buitenmuren van de zijbeuken, de gevels en de dwarsmuren van de centrale hal waren van baksteen. Deze buitenmuren waren bekleed met rode bakstenen en de structurele elementen waren gemaakt van Lauterecken zandsteen. De kruisende zadeldaken waren bedekt met in elkaar grijpende dakpannen en de grote noktoren was bekleed met koperen platen. De klokkentoren op de noordwestelijke hoek van het gebouw had een verlichte wijzerplaat.
Het neorenaissance gebouw met neogotische elementen was in de eerste plaats bedoeld om zijn functie als transportstructuur te vervullen. Alle routes voor reizigers en bagage lagen op één niveau, met een reizigerstunnel die naar de perrons leidde. De in- en uitgangszones in het stationsgebouw waren duidelijk van elkaar gescheiden. De wachtruimtes, voorzien van een damestoilet en een rookvrije ruimte, bevonden zich in de oostelijke vleugel van het gebouw, waarbij de wanden van de wachtruimte voor eerste- en tweedeklas rijtuigen twee meter hoog waren bekleed met roodbruine en donkergroene tegels en de wachtruimte voor derde- en vierdeklas rijtuigen was bekleed met donkergele tegels. Deze vleugel van het gebouw had een kelder voor het stationsrestaurant. Er waren ook kelders onder de centrale hal en de kaartjeshal, die zich in de westelijke vleugel van het gebouw bevond. 
Het hele station was klaar in december 1902. Er was een telegraafkantoor op het perron, een filiaal van het hoofdpostkantoor en een halte voor koetsen op het noordelijke stationsplein. Rond 1930 werd de onderdoorgang van de Kettwiger Straße verbreed met een brugboog.
Tijdens de Eerste Wereldoorlog kwamen vele treinen met gewonden toe in Essen, die daar verzorgd werden. Tijdens de Ruhrbezetting bracht een speciale trein op 1 augustus 1925 zeshonderd politieagenten terug naar Essen. Ze waren in 1923 door de Fransen verdreven en hadden in Münster en Gleiwitz gediend. Een menigte begroette de terugkerende politieagenten op het hoofdstation en begeleidde hen in een triomftocht naar hun onderkomen in de Lührmannstraße in Rüttenscheid.
Tijdens de Tweede Wereldoorlog reden negen transporten vanaf het Hauptbahnhof n en station Segeroth, met in totaal ongeveer 1.200 Essense joden naar vernietigingskampen in Oost-Europa. De bestemming van de eerste trein met ongeveer 200 mensen was het getto van Litzmannstadt, nog eens acht reisden naar onder andere het concentratiekamp Auschwitz-Birkenau en het concentratiekamp Theresienstadt. Bijna niemand overleefde. Deze treinen vertrokken uit Essen tussen 27 oktober 1941 en 9 september 1943. Achter gewapende bewakers werden deze transporten op klaarlichte dag uitgevoerd onder het oog van andere reizigers en het overige treinverkeer werd hiervoor niet onderbroken.
Zoals alle stationswerken werd ook die in het Hauptbahnhof van Essen verboden tijdens de Tweede Wereldoorlog. Het stationsgebouw werd verwoest door geallieerde bombardementen in 1944 en 1945, net als de stationshal met twee gangen.

### Heropbouw
In de naoorlogse periode werd het hoofdstation herbouwd in de typische stijl van de jaren 1950. Architecten Kurt Rasenack en Bernd Figge speelden hierbij een sleutelrol. Kenmerkend voor dit nieuwe gebouw was dat de ontvangsthal, die op 15 november 1959 werd voltooid, niet meer voor de sporen lag maar eronder. De westelijke vleugel van de noordelijke ingang werd versierd met een karakteristieke glazen caférotunda, waar eerst het stationscafé en later een reisbureau was gevestigd. Een naar boven gebogen dak zorgde voor een zekere lichtinval in de ontvangsthal vanaf de noordelijke ingang. Dit werd later echter vervangen door een groter, recht dak aan de voorkant. Om deze reden, en door de latere toevoeging van winkels, werd de vroegere ruimtelijkheid en openheid van het station verminderd.
Na 1945 werd het stationswerk, dat tijdens de oorlog verboden was, gereorganiseerd en was aanvankelijk gevestigd in een kleine hut op perron 4 (west). Ze zorgde vooral voor terugkerende soldaten en ontheemden. Op 28 september 1953 arriveerden de eerste repatrianten uit Sovjet-gevangenschap op het station. Daarnaast kwam een groot aantal werkzoekenden uit het oosten naar het Ruhrgebied, waardoor van 1956 tot 1960 een filiaal van de stationswerk werd opgericht op het station Essen-Altenessen.
Van 2008 tot 2010 werd het station grondig gerenoveerd. De hele stationshal werd gestript om 5700 vierkante meter winkelruimte te creëren voor het eigenlijke station. De gevels werden gerenoveerd en de hoofdgang werd verbreed. De zuidelijke ingang kreeg twee glazen paviljoens, waarin nu het reiscentrum en het klantencentrum van de Ruhrbahn zijn gevestigd. De voormalige glazen caférotunda werd in 2009 afgebroken en vervangen door een rechthoekige uitbreiding, ook van glas, waar tegenwoordig het fastfoodrestaurant McDonald's is gevestigd. Er werden vijf barrièrevrije ingangen met liften naar de perrons gebouwd. De perronoppervlakken en daken werden ook opgeknapt en het geluidssysteem en de verlichting werden vernieuwd. De stationscommissaris kreeg een groter kantoor bij de taxiwachtruimte aan de noordkant, buiten het stationsgebouw. Daar werd ook een “Kids Lounge” ingericht voor kinderen die alleen reizen.
Tijdens de bouwwerkzaamheden kon de stationshal vanaf september 2008 niet worden gebruikt. Op 21 december 2009 werd het heropend voor het publiek. De officiële opening vond plaats op 16 januari 2010. 

## Regionale, lokale enS-Bahn-treinen
| Serie       | Treinsoort                          | Route | Bijzonderheden                                                                     |
| ----------- | ----------------------------------- | --- | ---------------------------------------------------------------------------------- |
| RE 1 (RRX)  | Regional-Express (National Express) | Aachen Hbf – Stolberg (Rheinl) Hbf – Eschweiler Hbf – Düren – Köln Hbf – Düsseldorf Hbf – Duisburg Hbf – Essen Hbf – Dortmund Hbf – Hamm (Westf)                                      | NRW-Express                                                                        |
| RE 2        | Regional-Express (DB Regio NRW)     | Osnabrück Hbf – Münster Hbf – Recklinghausen Hbf – Wanne-Eickel Hbf – Gelsenkirchen Hbf – Essen Hbf – Duisburg Hbf – Düsseldorf Hbf                                                   | Rhein-Haard-Express                                                                |
| RE 6 (RRX)  | Regional-Express (National Express) | Köln/Bonn Luchthaven – Köln Hbf – Neuss Hbf – Düsseldorf Hbf – Duisburg Hbf – Essen Hbf – Bochum Hbf – Dortmund Hbf – Hamm Hbf – Gütersloh Hbf – Bielefeld Hbf – Minden (Westf)       | Rhein-Weser-Express                                                                |
| RE 11 (RRX) | Regional-Express (National Express) | Düsseldorf Hbf – Duisburg Hbf – Essen Hbf – Bochum Hbf – Dortmund Hbf – Hamm (Westf) Hbf – Paderborn Hbf – Warburg (Westf) – Kassel-Wilhelmshöhe                                      | Rhein-Hellweg-Express Rijdt elke twee uur tussen Paderborn en Kassel-Wilhelmshöhe. |
| RE 14       | Regional-Express (NordWestBahn)     | Essen Hbf – Bottrop Hbf – Gladbeck West – Dorsten – Hervest-Dorsten – Borken (Westf)                                                                                                  | Der Borkener Zondagmorgen 1x per twee uur tussen Dorsten en Borken                 |
| RE 16       | Regional-Express (Abellio Rail NRW) | Essen Hbf – Bochum Hbf – Witten Hbf – Hagen Hbf – Hohenlimburg – Letmathe – [ Iserlohn ] / Werdohl – Kreuztal – Siegen                                                                | Ruhr-Sieg-Express                                                                  |
| RE 42       | Regional-Express (DB Regio NRW)     | Mönchengladbach Hbf – Viersen – Krefeld Hbf – Duisburg Hbf – Essen Hbf – Gelsenkirchen Hbf – Wanne-Eickel Hbf – Recklinghausen Hbf – Münster (Westf) Hbf                              | Niers-Haard-Express                                                                |
| RB 33       | Regionalbahn (DB Regio NRW)         | Aachen Hbf – Herzogenrath – Lindern – / [ Heinsberg (Rheinl) ] Rheydt Hbf – Mönchengladbach Hbf – Viersen – Krefeld Hbf – Rheinhausen – Duisburg Hbf – Mülheim (Ruhr) Hbf – Essen Hbf | Rhein-Niers-Bahn Trein splitst en combineert in Lindern.                           |
| RB 40       | Regionalbahn (Abellio Rail NRW)     | Essen Hbf – Essen-Kray Süd – Wattenscheid – Bochum Hbf – Witten Hbf – Wetter (Ruhr) – Hagen-Vorhalle – Hagen Hbf                                                                      | Ruhr-Lenne-Bahn                                                                    |
| S 1         | S-Bahn (DB Regio NRW)               | Solingen Hbf – Düsseldorf Hbf – Düsseldorf Luchthaven – Duisburg Hbf – Mülheim (Ruhr) Hbf – Essen Hbf – Bochum Hbf – Dortmund Hbf                                                     |                                                                                    |
| S 2         | S-Bahn (DB Regio NRW)               | Duisburg Hbf – Oberhausen Hbf – Essen-Altenessen – (Essen Hbf – / ) Gelsenkirchen Hbf – Wanne-Eickel Hbf – (Recklinghausen Hbf – / ) Herne – Castrop-Rauxel Hbf – Dortmund Hbf        |                                                                                    |
| S 3         | S-Bahn (DB Regio NRW)               | Oberhausen Hbf – Mülheim (Ruhr) Hbf – Essen Hbf – Hattingen (Ruhr) Mitte |                                                                                    |
| S 6         | S-Bahn (DB Regio NRW)               | Köln-Worringen – Köln-Nippes – Köln Hbf – Langenfeld (Rhld) – Düsseldorf-Benrath – Düsseldorf Hbf – Ratingen Ost – Essen Hbf                                                          | Dienstregeling S6 geldig vanaf 10-12-2023                                          |
| S 9         | S-Bahn (DB Regio NRW)               | Haltern am See – Marl Mitte – Bottrop Hbf – Essen Hbf – Essen-Kupferdreh – Velbert-Langenberg – Wuppertal-Vohwinkel – Wuppertal Hbf                                                   |                                                                                    |

## Stadtbahn-lijnen

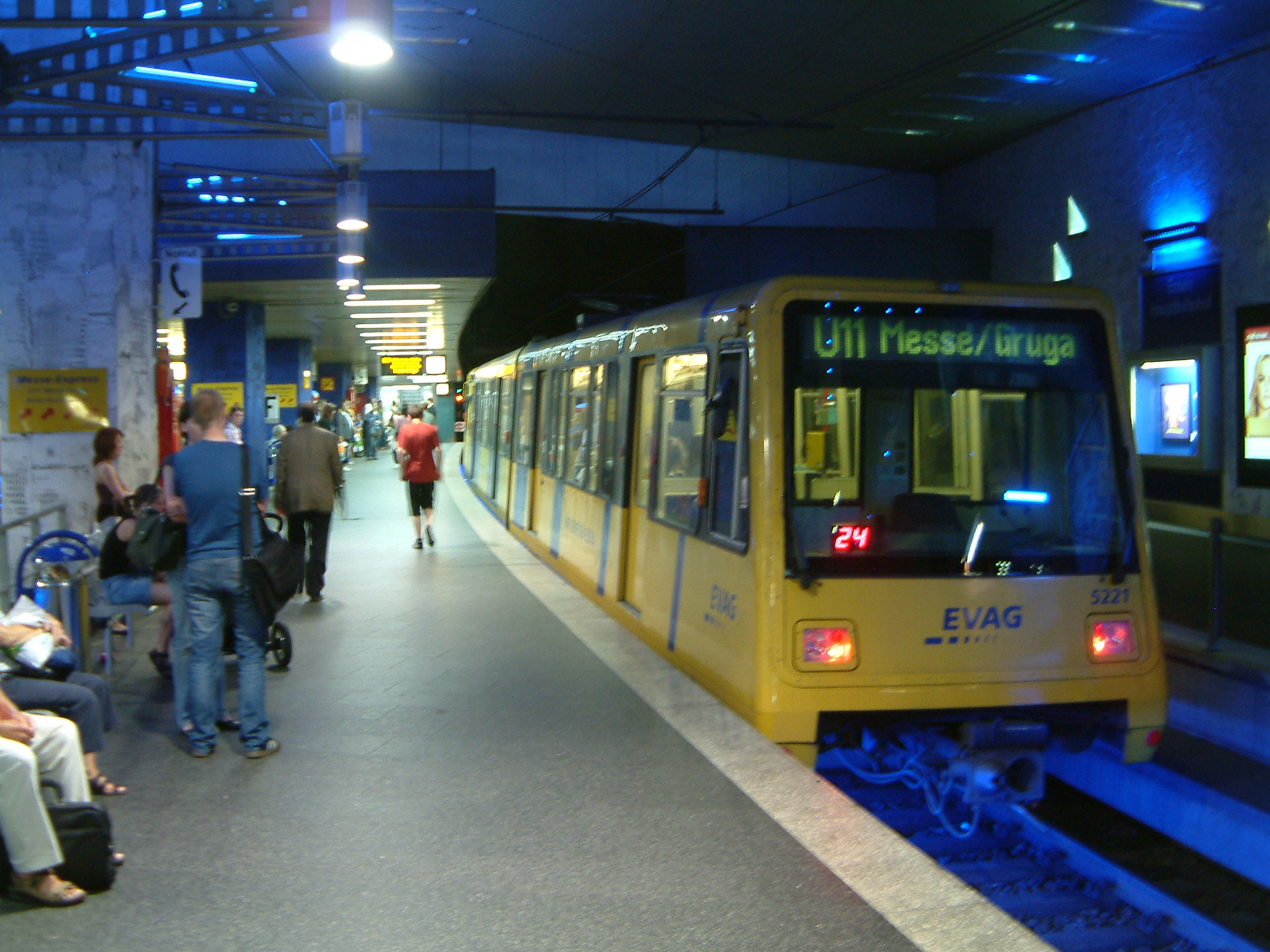
Metrostation Essen Hbf van de Stadtbahn van Essen

| Lijn | Route | Stations (ondergrondse stations) |
| ---- | --- | -------------------------------- |
| U11  | Messe/Gruga – Rüttenscheid – Essen Hbf – Berliner Platz – Universität – Altenessen Bf – Karlsplatz – Gelsenkirchen-Horst elke 10 minuten | 22 (13)                          |
| U17  | Margarethenhöhe – Holsterhausen – Essen Hbf – Berliner Platz – Universität – Altenessen Bf – Karlsplatz elke 10 minuten                  | 17 (12)                          |
| U18  | Mülheim Hbf – Rhein-Ruhr-Zentrum – Essen Hbf – Berliner Platz elke 10 minuten                                                            | 17 (10)                          |

Dortmund Hbf ·
Dortmund-Dorstfeld ·
Dortmund-Wischlingen ·
Dortmund-Dorstfeld Süd ·
Dortmund Universität ·
Dortmund-Oespel ·
Dortmund-Kley ·
Bochum-Langendreer ·
Bochum-Langendreer West ·
Bochum Hbf ·
Bochum-Ehrenfeld ·
Wattenscheid-Höntrop ·
Essen-Eiberg ·
Essen-Steele Ost ·
Essen-Steele ·
Essen Hbf ·
Essen West ·
Essen-Frohnhausen ·
Mülheim Hbf ·
Mülheim-Styrum ·
Duisburg Hbf ·
Duisburg Schlenk ·
Duisburg-Buchholz ·
Duisburg-Großenbaum ·
Duisburg-Rahm ·
Angermund ·
Düsseldorf Flughafen ·
Düsseldorf-Unterrath ·
Düsseldorf-Derendorf ·
Düsseldorf Zoo ·
Düsseldorf-Wehrhahn ·
Düsseldorf Hbf ·
Düsseldorf Volksgarten ·
Düsseldorf-Oberbilk ·
Düsseldorf-Eller Mitte ·
Düsseldorf-Eller ·
Hilden ·
Hilden Süd ·
Solingen Vogelpark ·
Solingen Hbf
Dortmund Hbf ·
Dortmund-Dorstfeld ·
Dortmund-Wischlingen ·
Dortmund-Huckarde ·
Dortmund-Westerfilde ·
Dortmund-Nette/Östrich ·
Dortmund-Mengede ·
Castrop-Rauxel Hbf ·
Herne
(>> Recklinghausen Süd ·
Recklinghausen Hbf) ·
Wanne-Eickel Hbf ·
Gelsenkirchen Hbf ·
(>> Gelsenkirchen-Rotthausen ·
Essen-Kray Nord ·
Essen Hbf) ·
Essen-Zollverein Nord ·
Essen-Altenessen ·
Essen-Bergeborbeck ·
Essen-Dellwig ·
Oberhausen Hbf · 
Duisburg Hbf
Essen Hbf ·
Essen Süd ·
Essen Stadtwald ·
Essen-Hügel ·
Essen-Werden ·
Kettwig ·
Kettwig Stausee ·
Hösel ·
Ratingen Ost ·
Düsseldorf-Rath ·
Düsseldorf-Rath Mitte ·
Düsseldorf-Derendorf ·
Düsseldorf Zoo ·
Düsseldorf Wehrhahn ·
Düsseldorf Hbf ·
Düsseldorf Volksgarten ·
Düsseldorf-Oberbilk ·
Düsseldorf-Eller Süd ·
Düsseldorf-Reisholz ·
Düsseldorf-Benrath ·
Düsseldorf-Garath ·
Düsseldorf-Hellerhof ·
Langenfeld-Berghausen ·
Langenfeld (Rheinland) ·
Leverkusen-Rheindorf ·
Leverkusen-Küppersteg ·
Leverkusen Mitte ·
Bayerwerk ·
Köln-Stammheim ·
Köln-Mülheim ·
Köln-Buchforst ·
Köln Messe/Deutz ·
Köln Hbf ·
Köln Hansaring ·
Köln-Nippes
}